# Freisbach

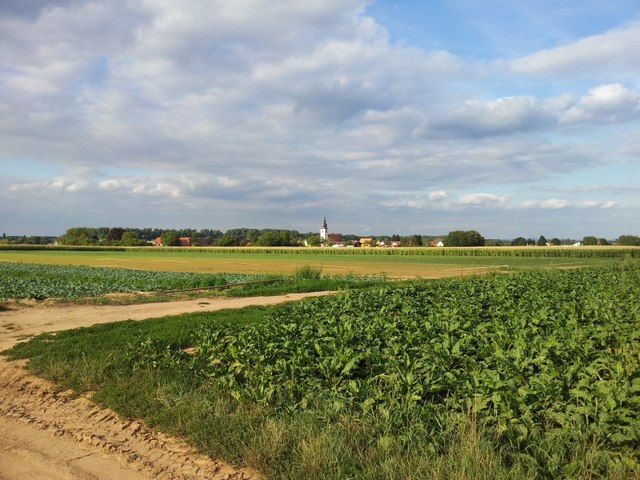
Blick auf Freisbach

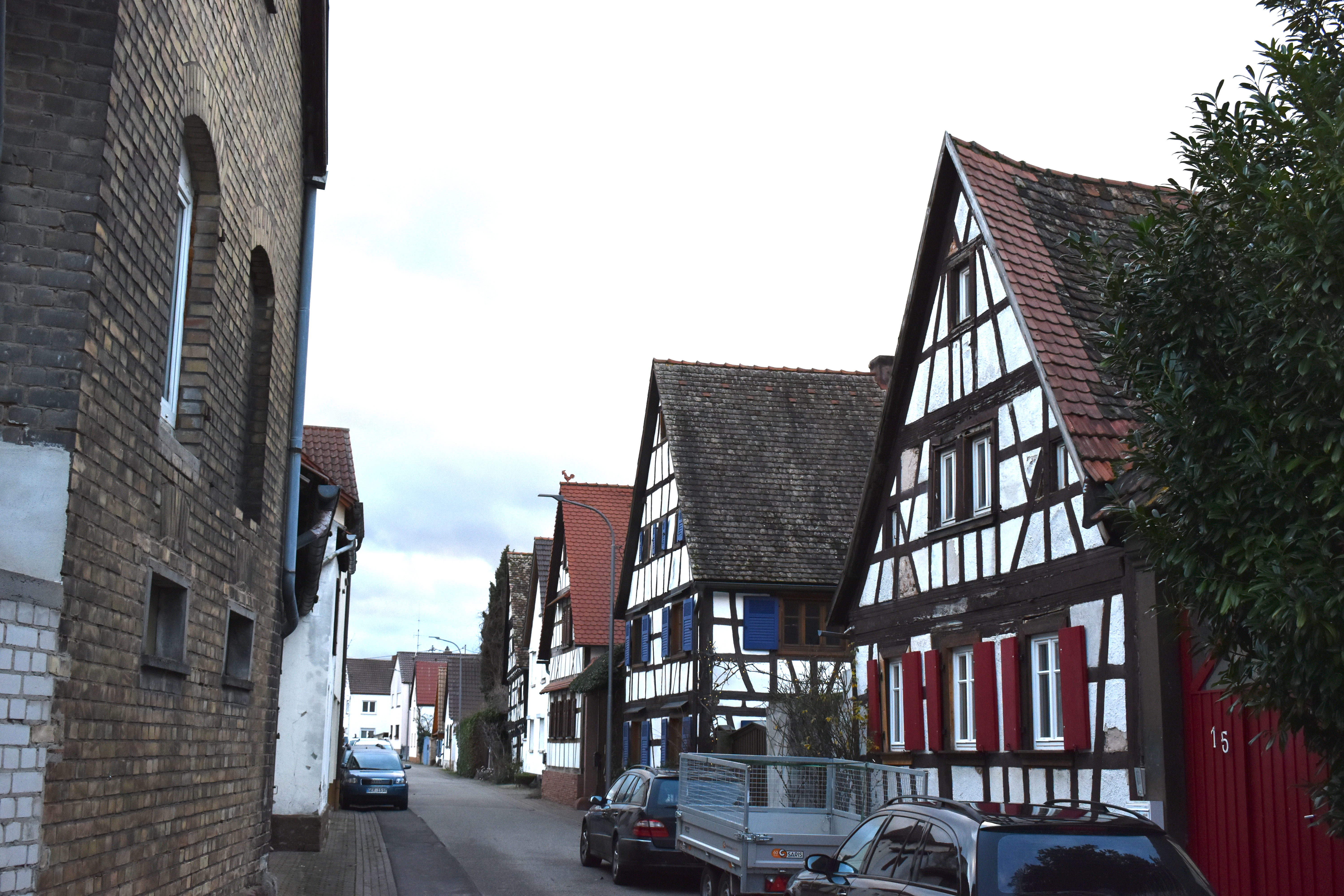
Fachwerkhäuser in der Hintergasse

Freisbach ist eine Ortsgemeinde im Landkreis Germersheim in Rheinland-Pfalz. Sie gehört der Verbandsgemeinde Lingenfeld an, innerhalb derer sie sowohl gemessen an der Einwohnerzahl als auch gemessen an der Fläche die kleinste Ortsgemeinde darstellt.

## Geographie

### Lage
Freisbach liegt zwischen Landau, Germersheim, Neustadt an der Weinstraße und Speyer. Freisbach gehört zu den am weitesten nördlich liegenden Gemeinden des Landkreises Germersheim und zählt dort zu den kleinen Orten. Sie liegt in der Gäuebene (Pfälzer Gäu).Zu Freisbach gehören zusätzlich die Wohnplätze Auländer, In den Forlen und Lindenhof.
Nachbargemeinden sind – im Uhrzeigersinn – Gommersheim, Weingarten, Lustadt, Freimersheim und Böbingen.

### Gewässer
Nördlich des Siedlungsgebiets verläuft in West-Ost-Richtung der Modenbach; in diesem Bereich nimmt er von links den Lachgraben auf. Der nördliche Siedlungsrand wird vom Hirschgraben und vom Brühlgraben gestreift. Der Bruchbach bildet im Süden größtenteils die Gemarkungsgrenze.

## Geschichte
Die frühesten Wurzeln der Gemeinde sind mutmaßlich auf die Zeit um das 6. Jahrhundert nach Christus zurückzuführen. Erstmals urkundlich erwähnt wird der Ort als Frispach im Jahr 1179 im Codex des Abtes Edelin von Weißenburg. Über Widegowe von Vriesbach (1215), Eberhard von Ramberg und die Herren von Dalberg blieb der Ort stets im Besitz der pfälzischen Kurfürsten. Bis in das späte Mittelalter hinein konnten sich die Bewohner Freiheiten ähnlich einem Reichsdorf erhalten; somit gehörte der Ort zu den nicht eingekreisten zum Heiligen Römischen Reich zugehörigen Territorien und Ständen. Die Abtei Weißenburg verkaufte ihre Rechte an Freisbach 1482 an das Speyerer Domkapitel.
Ab 1798 als die Pfalz Teil der Französischen Republik (bis 1804) und anschließend Teil des Napoleonischen Kaiserreichs war, war Freischbach – so der damalige Ortsname – in den Kanton Landau eingegliedert. 1814 wechselte der Ort in den Kanton Germersheim. 1815 wurde der Ort Österreich zugeschlagen. Bereits ein Jahr später wechselte der Ort in das Königreich Bayern. Von 1818 bis 1862 gehörte der Ort dem Landkommissariat Germersheim an; aus diesem ging das Bezirksamt Germersheim hervor. Seit 1939 ist Freisbach Bestandteil des Landkreises Germersheim.
Nach dem Krieg wurde Freckenfeld innerhalb der französischen Besatzungszone Teil des damals neu gebildeten Landes Rheinland-Pfalz. Im Zuge der ersten rheinland-pfälzischen Verwaltungsreform wurde die Gemeinde 1972 in die neu gebildete Verbandsgemeinde Lingenfeld eingegliedert.

## Bevölkerung

### Einwohnerstatistik
Wenn nicht gesondert aufgeführt, ist die Quelle der Daten das Statistische Landesamt Rheinland-Pfalz.
| Jahr | Einwohner |
| ---- | --------- |
| 1802 | 405       |
| 1815 | 512       |
| 1835 | 555       |
| 1849 | 596       |
| 1861 | 576       |
| 1871 | 557       |
| 1905 | 539       |

| Jahr | Einwohner |
| ---- | --------- |
| 1939 | 480       |
| 1950 | 589       |
| 1965 | 548       |
| 1970 | 540       |
| 1975 | 601       |
| 1980 | 664       |
| 1985 | 761       |

| Jahr | Einwohner |
| ---- | --------- |
| 1990 | 839       |
| 1995 | 869       |
| 2000 | 1.014     |
| 2005 | 1.042     |
| 2010 | 1.085     |
| 2013 | 1.067     |
| 2023 | 1.168     |

### Konfessionsstatistik
Im Jahr 1871 waren von insgesamt 557 Einwohnern 528 evangelisch (95 %), 7 katholisch (1 %) und 22 jüdisch (4 %). 2012 waren 45,5 % der Einwohner evangelisch und 24,4 % katholisch. Die übrige 30,1 % gehörte einer anderen Glaubensgemeinschaft an oder waren konfessionslos. Der Anteil der Protestanten und Katholiken an der Gesamtbevölkerung ist seitdem weiter gesunken. Mit Stand Februar 2025 waren von den Einwohnern 32,9 % evangelisch, 20,5 % katholisch und 46,6 % waren konfessionslos oder gehörten einer anderen Glaubensgemeinschaft an.

## Politik

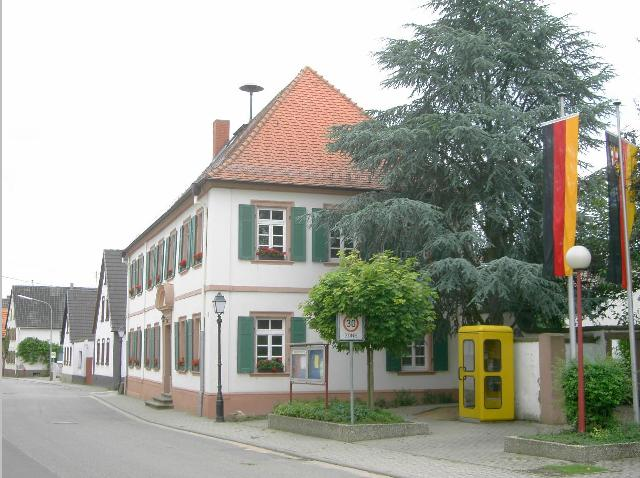
Freisbacher Rathaus

### Gemeinderat
Der Gemeinderat in Freisbach besteht aus 16 Ratsmitgliedern, die bei der Kommunalwahl am 9. Juni 2024 in einer Mehrheitswahl gewählt wurden, und dem ehrenamtlichen Ortsbürgermeister als Vorsitzendem.

#### Rücktritte und Neuwahl 2023
Im August 2023 traten alle Gemeinderäte sowie Bürgermeister Peter Gauweiler nach fast 20 Jahren Dienstzeit aus Protest gegen die Unterfinanzierung und hohe Verschuldung der Gemeinde geschlossen zurück. Zuvor hatte die Kommunalaufsicht des Landkreises Germersheim mit Hinweis auf das neue Landesfinanzausgleichsgesetz ihre Genehmigung für den Gemeindehaushalt verweigert, weil dieser unausgeglichen war: Für 2023 und 2024 war jeweils ein Defizit von über 600.000 € vorgesehen. Gauweiler kritisierte, dass dafür insbesondere gestiegene Kosten für Pflichtaufgaben und Umlagen an höhere Verwaltungsebenen ursächlich seien, welche keinen finanziellen Spielraum mehr ließen. Freiwillige Leistungen seien dadurch nicht mehr finanzierbar; dies würde sich auch mit einer (von der Kommunalaufsicht geforderten) Grundsteuer-Erhöhung nicht ändern. Daher lehnt der Gemeinderat diese ab und forderte stattdessen strukturelle Reformen der kommunalen Finanzierung.
Am 26. November 2023 fand eine vorgezogene Neuwahl statt, bei der Jochen Ricklefs (parteilos) bei der Wahl zum Bürgermeister mit knapp 72 % gegen Andreas Ackermann (SPD-Mitglied, angetreten zur Wahl als Einzelbewerber) gewann. Weil aber nach wie vor keine längerfristige Lösung für das Haushaltsdefizit in Sicht sei, traten einige gewählte Gemeinderäte ihr Amt nicht an. Die Aufsichts- und Dienstleistungsdirektion stellte jedoch zumindest eine Genehmigung des Haushaltes für 2023/24 in Aussicht.

### Bürgermeister
Jochen Ricklefs wurde am 12. Dezember 2023 nach den vorstehenden Ereignissen Ortsbürgermeister von Freisbach. Bei der Direktwahl am 9. Juni 2024 setzte er sich mit einem Stimmenanteil von 72,2 % gegen einen Mitbewerber durch und wurde damit für weitere fünf Jahre im Amt bestätigt.
Langjähriger ehrenamtlicher Ortsbürgermeister war bis 2023 Peter Gauweiler (parteilos), der erstmals 2004 mit 72,0 %, 2009 mit 78,1 %, 2014 mit 74,8 % und 2019 mit 68,19 % der Stimmen in Direktwahl gewählt wurde. Sein Vorgänger war wiederum Uwe Reif (SPD). Nach Gauweilers Rücktritt 2023 wurde übergangsweise der Verbandsbürgermeister von Lingenfeld, Frank Leibeck, für die Fortführung der Bürgermeister-Geschäfte als Beauftragter bestellt.

### Wappen
| Wappen von Freisbach | Blasonierung: „In Rot eine silberne Hausmarke in Form eines doppelschäftigen, von einem Reichsapfel überhöhten geschwungenen A.“ |
| Wappen von Freisbach | Wappenbegründung: Es wurde 1841 vom bayerischen König genehmigt und geht zurück auf ein Gerichtssiegel aus dem Jahr 1731.        |

## Kultur und Sehenswürdigkeiten

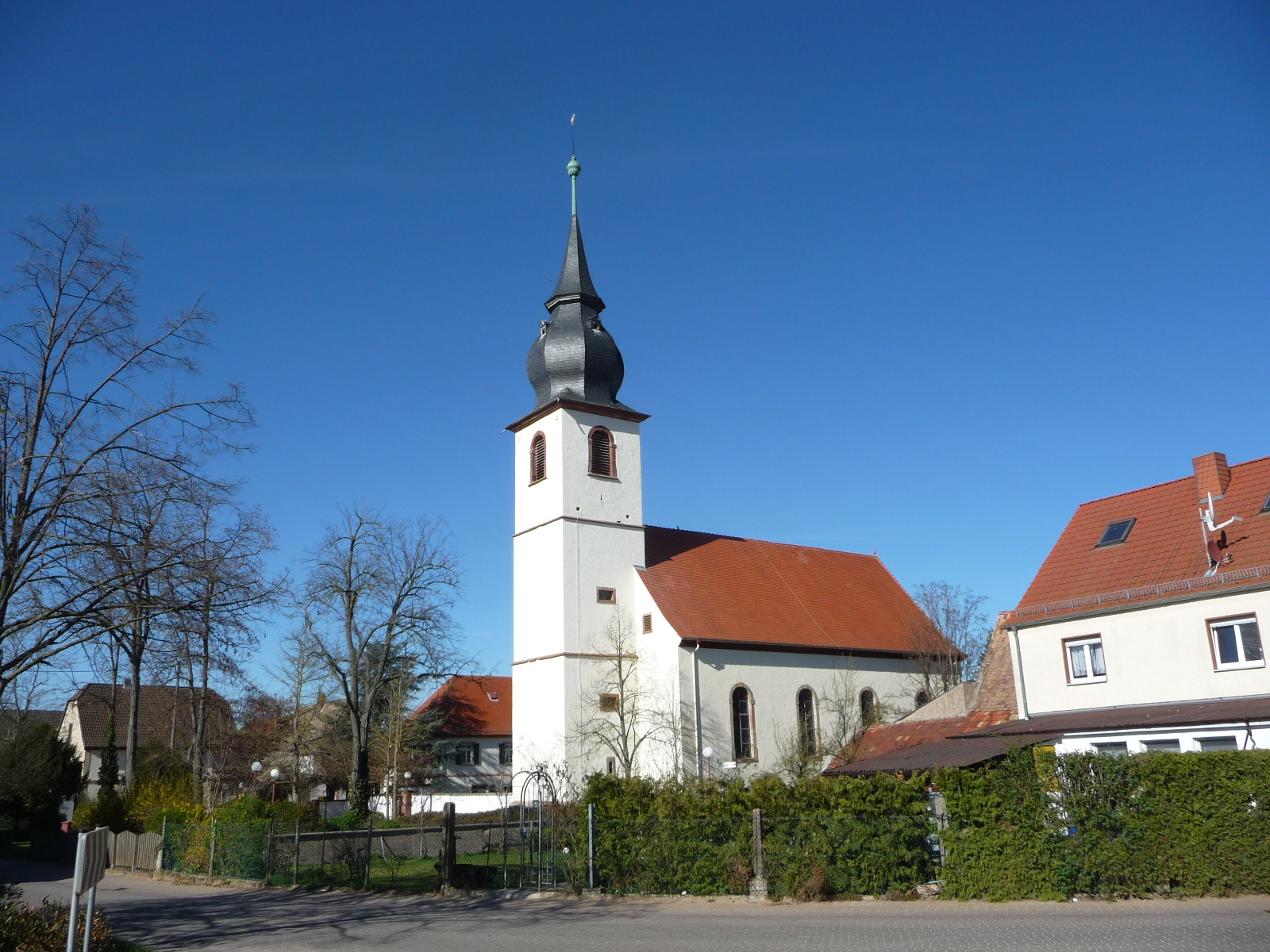
Denkmalgeschützte protestantische Kirche

Die GDKE stuft insgesamt acht Objekte in Freisbach als Kulturdenkmäler ein, darunter die Pfarrkirche, mit einer Orgel von 1788/89, erbaut von dem Orgelbauer Johann Georg Geib, drei Fachwerkhäuser und das Rathaus.

## Wirtschaft und Infrastruktur

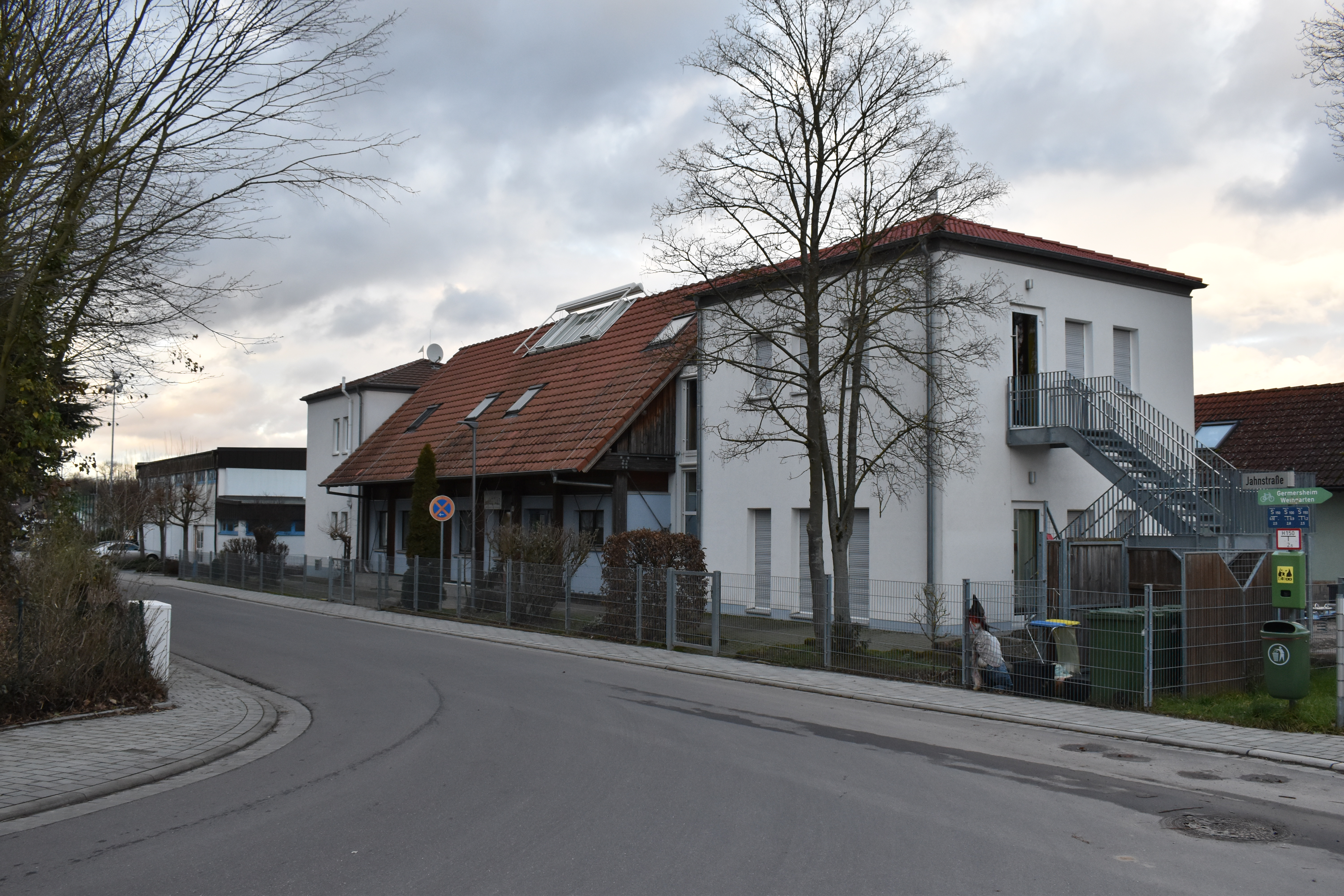
Kindertagesstätte „Pfefferminzzwerge“

### Verkehr
Freisbach wird über die Landesstraße 507, die Landesstraße 530 und die Bundesstraße 272 an das überörtliche Verkehrsnetz angeschlossen. Die Bundesstraße verbindet den Ort mit Landau in der Pfalz, Germersheim, Neustadt an der Weinstraße und Speyer. Der Ort ist durch Linienbusse an den öffentlichen Personennahverkehr nach Speyer, Neustadt an der Weinstraße, Germersheim und Lingenfeld angebunden.
Freisbach besaß ab 1905 einen Bahnhof an der 1956 stillgelegten Lokalbahn Speyer–Neustadt. Das ehemalige Bahnhofsgebäude sowie ein altes Viadukt ist bis heute erhalten. Die vom Unternehmen PalatinaBus betriebene Buslinie 507 stellt eine Verbindung mit Neustadt und Speyer her und die von Hetzler Busreisen betriebene Linie 596 eine solche mit Lingenfeld sowie Germersheim.

### Bildung
In Freisbach befindet sich eine Kindertagesstätte.

### Tourismus
Durch die Gemeinde verläuft der Radweg Vom Rhein zum Wein.

## Persönlichkeiten
- Johann Karl Baumann (1714–1794), pfalz-zweibrückischer Orgelbauer, Erbauer einer Orgel in der örtlichen Kirche
- Benedict Isselhard, 1792/93 Mitglied des Rheinisch-Deutschen Nationalkonvents
- Gerhard Postel (1941–2012), evangelischer Geistlicher, lebte ab 1991 vor Ort